# Hiwweltour Westerberg
Die Hiwweltour Westerberg ist ein vom Deutschen Wanderverband zertifizierter 11,7 km langer Rundwanderweg bei Großwinternheim in Rheinland-Pfalz. Weitere Einstiegspunkte befinden sich außerdem in Ingelheim, Schwabenheim an der Selz und Bubenheim. Der Weg gehört zu den sogenannten „Hiwweltouren“, die neben dem Rheinterrassenweg und verschiedenen Themenwanderwegen zu den Wanderwegen in Rheinhessen gehören.

## Charakteristik
Die Hiwweltour Westerberg führt auf ihrem Rundweg sowohl ebenerdig durch das Selztal als auch hinauf auf den Westerberg und bietet somit unterschiedliche landschaftliche Eindrücke und weitläufige Aussichten. Neben den Ausblicken auf die umliegenden Ortschaften und die rheinhessische Landschaft liegen das Schloss Westerhaus, ein Weingut und Gestüt auf dem Westerberg, sowie die historischen Hohlwege bei Ingelheim direkt am Weg. Die Landschaft auf der Wanderung ist geprägt von Wiesen, Weinbergen, Wald und der Selz, einem Nebenfluss des Rheins.

## Verlauf
Start- und Zielpunkt der Rundwanderung ist der Parkplatz am Sportplatz in Großwinternheim. Zunächst führt der Weg entlang der Selz durch das Naturschutzgebiet Gartenwiese. Zwischen Obstbäumen und Wiesenblumen führt der Weg an der Ortschaft Schwabenheim an der Selz vorbei, der mittels Zuweg erreicht und besichtigt werden kann. Von hier aus beginnt der Aufstieg auf den Westerberg. Oben angekommen, führt die Wanderung eben an Weinreben und Ackerflächen entlang und führt später ein kurzes Stück durch das Winternheimer Wäldchen. Weiter geht es dann zum Schloss Westerhaus, das nicht nur Schloss, sondern auch Gestüt und Weingut ist. Vom Schloss Westerhaus geht es wieder bergab durch Hohlwege zurück ins Selztal. Der letzte Abschnitt zurück zum Ausgangspunkt führt am Verlauf der Selz entlang und schließlich zurück zum Parkplatz am Sportplatz. Einkehrmöglichkeiten gibt es direkt an der Hiwweltour und in Großwinternheim und Schwabenheim an der Selz.

## Sehenswürdigkeiten
- Schloss Westerhaus
- Historische Hohlwege
- Selztaldom
- Naturschutzgebiet Gartenwiese
- Winternheimer Wäldchen